# Born This Way (альбом)
Born This Way — второй студийный альбом американской исполнительницы Леди Гаги. Альбом был выпущен 23 мая 2011 года лейблом Interscope Records.
Над созданием треков Гага сотрудничала с такими продюсерами, как DJ White Shadow, RedOne, Fernando Garibay, саксофонистом Кларенсом Клемонсом и гитаристом Брайаном Мэйем. Звучание альбома составляют в основном жанры синти-поп и денс-поп, как и её предыдущие альбомы, но в запись были включены жанры, которые ранее не появлялись на предыдущих релизах певицы: электро-рок, техно, хэви-метал, диско, хаус и рок-н-ролл. Лирика песен раскрывает темы сексуальности, религии, свободы, феминизма и индивидуальности. Несмотря на комментарии некоторых религиозных активистов, альбом был положительно принят критиками: они одобрили смесь различных стилей и вокал Гаги.
«Born This Way» был номинирован на «Грэмми» в номинациях «Альбом года» (третья номинация Гаги в этой категории) и «Лучший вокальный поп-альбом», но проиграл в обеих номинациях диску «21» британской певицы Adele.
Название альбома было объявлено, когда Гага победила в номинации за Лучшее видео года MTV (англ. MTV Video Music Award for Video of the Year), а дата релиза была подтверждена на её официальной странице Twitter в полночь Нового 2011 года. В первую неделю «Born This Way» дебютировал на первой строчке многих чартов мира, в том числе и в Billboard 200. В США альбом был продан в количестве 1 108 000 копий в первые семь дней. По всему миру за первую неделю было продано 2 000 000 копий альбома, что является лучшим показателем за первые семь дней в 2011 году и одним из лучших в этом десятилетии. В интернет-магазине Amazon, в связи со специальной акцией, диск продавался за 99 центов, акция длилась сутки и за это время раскупили 440 000 экземпляров. Мировые продажи альбома на 3.06.2016 составили более 9 миллионов копий. Синглы Born This Way (стал тысячным синглом, который побывал на первом месте чарта), Judas, The Edge of Glory и Yoü and I добрались до первой десятки Billboard Hot 100. Также сингл «Born This Way» стал самым продаваемым синглом в истории магазина iTunes. Пятый сингл «Marry the Night» стал первым синглом в карьере Леди Гага, который не достиг первой десятки чарта Billboard Hot 100. Промосингл «Hair» отметился в шестнадцати странах, в том числе и в Америке, где достиг пика на 12 строчке.

## Предыстория и запись
В марте 2010 года Гага обнародовала, что она работает над новым альбомом, сказав, что уже написана основная часть песен, которые составляет его «сердцевину». Чуть позже её менеджер Трой Картер и продюсер RedOne дали комментарии о будущем релизе. Последний говорил в интервью MTV о том, что эта работа станет «альбомом свободы» для исполнительницы. Картер в интервью журналу Billboard утверждал, что публичный имидж певицы начнёт меняться ко времени выпуска Born This Way. Несколько месяцев спустя Гага утверждала, что она закончила писать песни для альбома. Во время интервью Rolling Stone она утверждала, что «всё произошло очень быстро», и отмечала: «Я работала несколько месяцев и я определённо чувствую уверенность в том, что альбом готов именно сейчас. Некоторые артисты тратят годы на запись. Но не я. Я пишу музыку каждый день». В другом интервью упомянутому журналу Гага утверждала, что альбом станет «гимном поколения». Она говорила: «В альбоме будет лучшая музыка, которую я когда-либо создавала. Я уже закончила первый сингл для новой пластинки и я обещаю, это лучший альбом в моей карьере».
Запись проходила как в автобусе во время гастролей Гаги, так и на таких студиях, как Abbey Road Studios в Лондоне, Studios 301 в Сиднее, Sing Sing Studios в Мельбурне, Gang Studios в Париже, Livingroom Studios в Осло, Allerton Hill в Великобритании, Warehouse Productions Studio в Небраске, Studio at the Palms в Лас-Вегасе, Officine Meccaniche в Милане, Miami Beach Recording Studio в Майами и Germano Studios в Нью-Йорке. Брайан Мэй, гитарист группы Queen и Кларенс Клемонс, бывший член E Street Band, приняли участие в записи.
12 сентября 2010 года Гага появилась на премии MTV Video Music Awards. В ходе церемонии, получая награду за лучшее видео, она произнесла речь, во время которой обнародовала название альбома и исполнила припев из заглавной композиции пластинки. В декабре, через Twitter, она объявила даты релиза альбома и первого сингла, назвав это «рождественским подарком для моих фанатов».

## Об альбоме

Гага исполняет песню «Born This Way» в Атлантик-Сити на The Monster Ball Tour

По данным журнала Rolling Stone, Гага планировала сказать название альбома в полночь Нового Года.
«Я думаю, что сделаю тату с названием и выложу фото» — говорит она. — «Я работала над ним последние несколько месяцев и чувствую себя очень сильной. Он был записан так быстро. Некоторым артистам нужны годы. Я пишу музыку каждый день». Что касается предмета музыки, Гага перестала писать песни о поиске славы, теперь её больше волнуют политические взгляды. «Почему все ещё мы говорим про „Не спрашивай, не говори?“, это как в каком веке мы живём, это сводит меня с ума. В течение трёх лет я пекла пирожки — теперь пришло время испечь огромный, горький торт. Потому что, чем слаще пирог, тем больше горького может быть».
Но на MTV VMA Гага не сдержалась и сказала название альбома и даже спела небольшой отрывок песни «Born This Way», а в новогоднюю ночь она объявила даты выходов альбома и первого сингла.
26 ноября на концерте в Сопоте Гага сказала, что в альбоме будет около 20 песен и пообещала, что это будет лучший альбом десятилетия. Она также добавила, что альбом полностью завершён.

## Коммерческий успех
По состоянию на 2019 год, в мире было продано около 12,336,000 копий альбома Born This Way.

## Критика
| Совокупная оценка          | Совокупная оценка |
| Источник                   | Оценка            |
| -------------------------- | ----------------- |
| AnyDecentMusic?            | 6.5/10            |
| Metacritic                 | 71/100            |
| Оценки критиков            |                   |
| Источник                   | Оценка            |
| AllMusic                   | [ 16 ]            |
| Chicago Tribune            | [ 17 ]            |
| Entertainment Weekly       | B+                |
| The Guardian               | [ 19 ]            |
| The Independent            | [ 20 ]            |
| MSN Music (Expert Witness) | A−                |
| NME                        | 8/10              |
| Q                          | [ 23 ]            |
| Rolling Stone              | [ 24 ]            |
| Spin                       | 8/10              |

Альбом получил в целом положительные отзывы критиков. Американский журнал Rolling Stone поставил альбом на 11-е место в списке «Лучшие женские альбомы за всю историю». В Ливане запретили продажу альбома из-за того, что содержание диска не соответствует моральным нормам. Ливанские фанаты Гаги начали возражать и были крайне недовольны указом власти, поэтому они все же продолжали скачивать альбом певицы из Интернета незаконным путём. И только после этого альбом Леди Гага Born This Way получил разрешение от ливанского правительства на распространение и продажу в стране.
В 2020 году журнал Rolling Stone поставил альбом на 484 место в списке «500 величайших альбомов всех времён».

## Обложка альбома
Создателем обложки альбома является фотограф Ник Найт. Обложка альбома выполнена в чёрно-белом стиле, где Гага предстаёт в образе женщины-мотоцикла, с развевающимися волосами и алыми губами. Обложка расширенной версии альбома представляет собой крупный план лица Леди Гаги на первой обложке. Также на обложке стандартной версии имя Гаги не упоминается, в отличие от обложки расширенного издания.

## Синглы
- «Born This Way» — первый сингл с альбома, выпущенный 11 февраля 2011[28][29]. Песня написана Леди Гагой и датским автором-исполнителем Джеппи Лорсеном, продюсеры песни — Леди Гага, Джеппи Лорсен, Фернандо Гарибаи и диджей White Shadow[30]. Сопутствующий музыкальный видеоклип был снят с 22 по 24 января 2011 года.[31] Песня «Born This Way» стала третьим хитом первой величины в карьере певицы на территории Соединённых Штатов Америки, возглавив чарт Hot 100 и поставив несколько рекордов по цифровым продажам и радио эйрплею, согласно анонсам журнала Billboard от 16 февраля 2011 года.[32] Помимо успеха в США, песня вошла в пятёрку лучших синглов более чем в 23 странах и заняла первые строчки чартов в пятнадцати из них.
- 14 февраля Леди Гага назвала песню «Judas» вторым синглом с альбома на радио-шоу Райана Сикреста — American Top 40.[33] 6 апреля певица сообщила дату релиза песни «Judas» — 19 апреля, через свой видеоблог Transmission Gagavision. Однако песня вышла раньше, так как она успела просочиться в сеть, и Леди Гага передвинула премьеру на 15 апреля. Песня достигла 10 позиции в Billboard Hot 100 Леди Гага сказала, что собирается сделать свой режиссёрский дебют совместно со своим креативным директором и хореографом Лориэнн Гибсон в музыкальном видеоклипе «Judas». Премьера клипа состоялась 6 мая в 06:30 по московскому времени.[34]
- Сингл «The Edge of Glory» был выпущен 9 мая. Сначала песня вышла как промосингл, но из-за большой популярности стала третьим синглом. Песня была написана Lady Gaga, Garibay, DJ White Shadow. Клип на эту песню был представлен 16 июня на So You Think You Can Dance. Песня достигла 3 позиции в Billboard Hot 100.
- Песня «Yoü and I» из-за высоких продаж в интернет-магазинах и попадания в Billboard Hot 100 (с пиковой позицией 6-е место) стала четвёртым синглом. Клип на этот сингл вышел 16 августа.
- Песня «Marry the Night» была выбрана в качестве пятого сингла[35] для Европы. Изначально Гага собиралась выпустить песню первым синглом с альбома, но песня была заменена на «Born This Way». После выхода альбома песня попала в Billboard hot 100 (вместе с «Yoü and I» занявшей 36 место после Релиза альбома) с пиковой позицией на 79-м месте. Сингл не стал популярным и не добрался до десятки лучших синглов в Billboard Hot 100 (пиковая позиция — 29 место).
- После вирусного видео на платформе «TikTok» по сериалу «Уэнздей», в котором главная героиня танцует под трек «Bloody Mary», песня была отправлена на радио Франции 2 декабря 2022 года, спустя 11 лет после выхода оригинальной версии альбома.

## Живое исполнение
13 февраля, Born This Way был исполнен певицей на церемонии вручения наград «Грэмми». Сингл «Born This Way» был добавлен в сет-лист The Monster Ball Tour. 19 января на показе мод Nicola Formichetti в Париже был представлен ремикс на песню «Scheiße». 2 марта на шоу Thierri Mugler был представлен ремикс на песню «Government Hooker». Сама же Леди Гага приняла участие в показе мод и продемонстрировала два эпатажных наряда, куря сигарету. 28 апреля на шоу Опры Уинфри Леди Гага исполнила «Yoü & I», где Опра сказала «Ты феномен, Леди Гага». 5 мая на своём концерте The Monster Ball Tour в Мексике Гага исполнила акустическую версию песни «Americano». 25 мая на финале шоу American Idol была исполнена «The Edge of Glory»; эта же песня была впервые исполнена на концерте BBC Radio 115 мая. 27 мая впервые прозвучала композиция «Hair» на американском шоу Good Morning America, Леди Гага также исполнила другие 5 композиций, с нового альбома. 9 июня Леди Гага приняла участие в показе на шоу Germany Next Top Model, исполнив отрывок «Scheiße».
29 августа на премии MTV Video Music Awards 2011 года Леди Гага стала хэдлайнером. Она исполнила песню «Yoü and I» в образе Джо Кальдероне, предварительно прочитав монолог об их разрыве с Леди Гагой. Также Гага вручила Бритни Спирс специальную премию имени Майкла Джексона «Признание поколения». После получения премии Бритни и Гага пытались поцеловаться, но не сделали этого. Также Леди Гага стала победителем в номинации «Лучший женский исполнитель» за песню Born This Way.
6 ноября 2011 на премии MTV European Music Awards Гага получила награды: «Лучший женский исполнитель», «Лучшее женское видео», «Лучшая песня» за песню Born This Way и исполнила свой новый сингл «Marry The Night».

## Список композиций
| №   | Название                         | Автор(ы)                                        | Продюсер(ы)                                           | Длительность |
| --- | -------------------------------- | ----------------------------------------------- | ----------------------------------------------------- | ------------ |
| 1.  | «Marry the Night»                | Леди Гага, Фернандо Гарибэй                     | Леди Гага, Гарибэй                                    | 4:24         |
| 2.  | «Born This Way»                  | Леди Гага, Джеппи Лорсен                        | Леди Гага, Лорсен, Гарибэй, DJ White Shadow           | 4:20         |
| 3.  | «Government Hooker»              | Леди Гага, Гарибэй, DJ White Shadow             | Леди Гага, DJ White Shadow, Гарибэй*, DJ Snake*       | 4:14         |
| 4.  | «Judas»                          | Леди Гага, RedOne                               | Леди Гага, RedOne                                     | 4:10         |
| 5.  | «Americano»                      | Леди Гага, Гарибэй, DJ White Shadow, Чече Алара | Леди Гага, Гарибэй, DJ White Shadow                   | 4:06         |
| 6.  | «Hair»                           | Леди Гага, RedOne                               | Леди Гага, RedOne                                     | 5:08         |
| 7.  | «Scheiße»                        | Леди Гага, RedOne                               | Леди Гага, RedOne                                     | 3:45         |
| 8.  | «Bloody Mary»                    | Леди Гага, Гарибэй, DJ White Shadow             | Леди Гага, DJ White Shadow, Гарибэй*, Clinton Sparks* | 4:05         |
| 9.  | «Bad Kids»                       | Леди Гага, Лорсен, Гарибэй, DJ White Shadow     | Леди Гага, Лорсен, Гарибэй, DJ White Shadow           | 3:51         |
| 10. | «Highway Unicorn (Road to Love)» | Леди Гага, RedOne, Гарибэй, DJ White Shadow     | Леди Гага, RedOne, Гарибэй, DJ White Shadow           | 4:16         |
| 11. | «Heavy Metal Lover»              | Леди Гага, Гарибэй, Clinton Sparks*             | Леди Гага, Гарибэй, Clinton Sparks*                   | 4:13         |
| 12. | «Electric Chapel»                | Леди Гага, DJ White Shadow                      | Леди Гага, DJ White Shadow                            | 4:13         |
| 13. | «Yoü and I»                      | Леди Гага                                       | Леди Гага, Роберт Джон «Матт» Лэнг                    | 5:07         |
| 14. | «The Edge of Glory»              | Леди Гага, Гарибэй, DJ White Shadow             | Леди Гага, Гарибэй                                    | 5:20         |

| №   | Название                            | Автор(ы)          | Продюсер(ы) | Длительность |
| --- | ----------------------------------- | ----------------- | ----------- | ------------ |
| 15. | «Born This Way» (Jost & Naaf Remix) | Леди Гага, Лорсен | Jost & Naaf | 5:58         |

| №   | Название                                  | Автор(ы)          | Продюсер(ы) | Длительность |
| --- | ----------------------------------------- | ----------------- | ----------- | ------------ |
| 15. | «Born This Way» (Jost & Naaf Remix)       | Леди Гага, Лорсен | Jost & Naaf | 5:58         |
| 16. | «Born This Way» (LLG vs. GLG Radio Remix) | Леди Гага, Лорсен | Guéna LG    | 3:50         |

| №   | Название                          | Автор(ы)           | Продюсер(ы)                                         | Длительность |
| --- | --------------------------------- | ------------------ | --------------------------------------------------- | ------------ |
| 15. | «Born This Way» (Bollywood Remix) | Леди Гага, Лорсен, | Леди Гага, Гарибэй, Салим Мерчант, Сулейман Мерчант | 4:18         |
| 16. | «Born This Way» (UK Desi Remix)   | Леди Гага, Лорсен, | Леди Гага, Гарибэй                                  | 4:07         |

### Специальное издание
| №   | Название                         | Автор(ы)                                    | Продюсер(ы)                                     | Длительность |
| --- | -------------------------------- | ------------------------------------------- | ----------------------------------------------- | ------------ |
| 1.  | «Marry the Night»                | Леди Гага, Гарибэй                          | Леди Гага, Гарибэй                              | 4:24         |
| 2.  | «Born This Way»                  | Леди Гага, Лорсен                           | Леди Гага, Лорсен, Гарибэй, DJ White Shadow     | 4:20         |
| 3.  | «Government Hooker»              | Леди Гага, Гарибэй, DJ White Shadow         | Леди Гага, DJ White Shadow, Гарибэй*, DJ Snake* | 4:14         |
| 4.  | «Judas»                          | Леди Гага, RedOne                           | Леди Гага, RedOne                               | 4:10         |
| 5.  | «Americano»                      | Леди Гага, Гарибэй, DJ White Shadow, Alara  | Леди Гага, Гарибэй, DJ White Shadow             | 4:06         |
| 6.  | «Hair»                           | Леди Гага, RedOne                           | Леди Гага, RedOne                               | 5:08         |
| 7.  | «Scheiße»                        | Леди Гага, RedOne                           | Леди Гага, RedOne                               | 3:45         |
| 8.  | «Bloody Mary»                    | Леди Гага, Гарибэй, DJ White Shadow         | Леди Гага, DJ White Shadow, Гарибэй*, Sparks*   | 4:05         |
| 9.  | «Black Jesus + Amen Fashion»     | Леди Гага, DJ White Shadow                  | Леди Гага, DJ White Shadow                      | 3:36         |
| 10. | «Bad Kids»                       | Леди Гага, Лорсен, Гарибэй, DJ White Shadow | Леди Гага, Лорсен, Гарибэй, DJ White Shadow     | 3:51         |
| 11. | «Fashion of His Love»            | Леди Гага, Гарибэй                          | Леди Гага, Гарибэй                              | 3:39         |
| 12. | «Highway Unicorn (Road to Love)» | Леди Гага, RedOne, Гарибэй, DJ White Shadow | Леди Гага, RedOne, Гарибэй, DJ White Shadow     | 4:16         |
| 13. | «Heavy Metal Lover»              | Леди Гага, Гарибэй                          | Леди Гага, Гарибэй                              | 4:13         |
| 14. | «Electric Chapel»                | Леди Гага, DJ White Shadow                  | Леди Гага, DJ White Shadow                      | 4:13         |
| 15. | «The Queen»                      | Леди Гага, Гарибэй                          | Леди Гага, Гарибэй                              | 5:17         |
| 16. | «Yoü and I»                      | Леди Гага                                   | Леди Гага, Lange                                | 5:07         |
| 17. | «The Edge of Glory»              | Леди Гага, Гарибэй, DJ White Shadow         | Леди Гага, Гарибэй                              | 5:20         |

| №  | Название                                       | Автор(ы)           | Продюсер(ы)        | Длительность |
| -- | ---------------------------------------------- | ------------------ | ------------------ | ------------ |
| 1. | «Born This Way» (Country Road Version)         | Леди Гага, Лорсен  | Леди Гага, Гарибэй | 4:21         |
| 2. | «Judas» (DJ White Shadow Remix)                | Леди Гага, RedOne  | DJ White Shadow    | 4:07         |
| 3. | «Marry the Night» (Zedd Remix)                 | Леди Гага, Гарибэй | Zedd               | 4:21         |
| 4. | «Scheiße» (DJ White Shadow Mugler)             | Леди Гага, RedOne  | DJ White Shadow    | 9:35         |
| 5. | «Fashion of His Love» (Fernando Garibay Remix) | Леди Гага, Гарибэй | Гарибэй            | 3:45         |

| №  | Название                            | Автор(ы)          | Продюсер(ы) | Длительность |
| -- | ----------------------------------- | ----------------- | ----------- | ------------ |
| 6. | «Born This Way» (Jost & Naaf Remix) | Леди Гага, Лорсен | Jost & Naaf | 5:58         |

| №  | Название                                  | Автор(ы)          | Продюсер(ы) | Длительность |
| -- | ----------------------------------------- | ----------------- | ----------- | ------------ |
| 6. | «Born This Way» (Jost & Naaf Remix)       | Леди Гага, Лорсен | Jost & Naaf | 5:58         |
| 7. | «Born This Way» (LLG vs. GLG Radio Remix) | Леди Гага, Лорсен | Guéna LG    | 3:50         |

| №  | Название                                 | Автор(ы)          | Длительность |
| -- | ---------------------------------------- | ----------------- | ------------ |
| 1. | «Born This Way» (Bimbo Jones Club Remix) | Леди Гага, Лорсен | 6:45         |
| 2. | «Born This Way» (Zedd Remix)             | Леди Гага, Лорсен | 6:30         |

(*) сопродюсер

## Позиции в чартах
| Чарт (2011)                         | Высшая позиция |
| ----------------------------------- | -------------- |
| Argentinian Albums Chart            | 1              |
| Australian Albums Chart             | 1              |
| Austrian Albums Chart               | 1              |
| Belgian Albums Chart (Flanders)     | 1              |
| Belgian Albums Chart (Wallonia)     | 1              |
| Canadian Albums Chart               | 1              |
| Croatian International Albums Chart | 1              |
| Czech Albums Chart                  | 1              |
| Danish Albums Chart                 | 1              |
| Dutch Albums Chart                  | 5              |
| Finnish Albums Chart                | 2              |
| French Albums Chart                 | 1              |
| German Albums Chart                 | 1              |
| Greek Albums Chart                  | 1              |
| Hungarian Albums Chart              | 1              |
| Irish Albums Chart                  | 1              |
| Italian Albums Chart                | 1              |
| Japanese Albums Chart               | 1              |
| Mexican Albums Chart                | 1              |
| New Zealand Albums Chart            | 1              |
| Norwegian Albums Chart              | 1              |
| Polish Albums Chart                 | 3              |
| Portuguese Albums Chart             | 1              |
| Russian Albums Chart                | 1              |
| Scottish Albums Chart               | 1              |
| Slovenian Albums Chart              | 1              |
| Spanish Albums Chart                | 2              |
| Swedish Albums Chart                | 1              |
| Swiss Albums Chart                  | 1              |
| Taiwanese Albums Chart              | 1              |
| UK Albums Chart                     | 1              |
| US Billboard 200                    | 1              |
| US Dance/Electronic Albums          | 1              |

| Чарт (2011)                     | Позиция |
| ------------------------------- | ------- |
| Australian Albums Chart         | 6       |
| Austrian Albums Chart           | 15      |
| Belgian Albums Chart (Flanders) | 23      |
| Belgian Albums Chart (Wallonia) | 13      |
| Brazilian Albums Chart          | 13      |
| Canadian Albums Chart           | 3       |
| Danish Albums Chart             | 38      |
| Dutch Albums Chart              | 40      |
| Finnish Albums Chart            | 23      |
| French Albums Chart             | 18      |
| German Albums Chart             | 17      |
| Hungarian Albums Chart          | 30      |
| Irish Albums Chart              | 17      |
| Italian Albums Chart            | 21      |
| Japanese Albums Chart           | 4       |
| Mexican Albums Chart            | 13      |
| New Zealand Albums Chart        | 3       |
| Polish Albums Chart             | 33      |
| Russian Albums Chart            | 6       |
| Spanish Albums Chart            | 23      |
| Swedish Albums Chart            | 14      |
| Swiss Albums Chart              | 10      |
| UK Albums Chart                 | 7       |
| US Billboard 200                | 3       |
| US Dance/Electronic Albums      | 1       |

## Сертификации и продажи
| Регион | Сертификация  | Продажи    |
| --- | ------------- | ---------- |
| Австралия (ARIA) | 2× Платиновый | 140 000^   |
| Австрия (IFPI Austria) | Платиновый    | 20 000*    |
| Бельгия (BEA) | Платиновый    | 30 000*    |
| Бразилия (ABPD) | 2× Платиновый | 80 000*    |
| Канада (Music Canada) | 4× Платиновый | 320 000^   |
| Chile (IFPI Chile) | 2× Платиновый |            |
| Колумбия | —             | 15,000     |
| Дания (IFPI Danmark) | Платиновый    | 20 000     |
| Финляндия (Musiikkituottajat) | Золотой       | 19,338     |
| Франция (SNEP) | 2× Платиновый | 237,000    |
| ССАГПЗ (IFPI Middle East) | Платиновый    | 6000*      |
| Германия (BVMI) | Платиновый    | 200 000^   |
| Венгрия (Mahasz) | Золотой       | 3000^      |
| Индия | Золотой       |            |
| Ирландия (IRMA) | 2× Платиновый | 30 000^    |
| Италия (FIMI) | 2× Платиновый | 100 000    |
| Япония (RIAJ) | 3× Платиновый | 750,000    |
| Мексика (AMPROFON) | Платиновый    | 60 000^    |
| Новая Зеландия (RMNZ) | Платиновый    | 15 000^    |
| Норвегия (IFPI Norway) | Платиновый    | 20 000*    |
| Филиппины (PARI) | Золотой       | 11,000     |
| Польша (ZPAV) | Платиновый    | 20 000*    |
| Россия (NFPF) | 4× Платиновый | 40 000*    |
| Сингапур (RIAS) | Золотой       | 5000*      |
| Испания (PROMUSICAE) | Золотой       | 30 000^    |
| Швеция (GLF) | Платиновый    | 40 000     |
| Швейцария (IFPI Switzerland) | Платиновый    | 30 000^    |
| Китайская Республика | —             | 100,000    |
| Великобритания (BPI) | 3× Платиновый | 1,050,000  |
| США (RIAA) | 4× Платиновый | 4 000 000  |
| Итого |               |            |
| Европа (IFPI) | Платиновый    | 1 000 000* |
| Мир | —             | 6,000,000  |
| * Данные о продажах приведены только на основе сертификации. · ^ Данные о тиражах приведены только на основе сертификации. · Данные о продажах + прослушиваниях приведены только на основе сертификации. |               |            |

## Born This Way: The Collection
В октябре 2011 года Гага заявила, что она выпустит три релиза в ноябре 2011 года. Она оповестила своих фанатов через социальную сеть Twitter, что один релиз будет DVD её концерта The Monster Ball Tour, второй — альбом ремиксов (Born This Way – The Remix), а третьим релизом станет бокс-сет, включающий в себя делюкс-версию альбома Born This Way, альбом ремиксов Born This Way: The Remix и DVD Lady Gaga Presents the Monster Ball Tour: At Madison Square Garden.

## Содержание
| №   | Название                        | Длительность |
| --- | ------------------------------- | ------------ |
| 1.  | «Intro»                         | 4:32         |
| 2.  | «Dance in the Dark»             | 2:36         |
| 3.  | «Glitter & Grease»              | 2:36         |
| 4.  | «Just Dance»                    | 4:22         |
| 5.  | «Beautiful, Dirty, Rich»        | 4:20         |
| 6.  | «The Fame»                      | 4:15         |
| 7.  | «LoveGame»                      | 10:41        |
| 8.  | «Boys, Boys, Boys»              | 3:17         |
| 9.  | «Money Honey»                   | 3:16         |
| 10. | «Telephone»                     | 6:34         |
| 11. | «Speechless»                    | 6:16         |
| 12. | «You and I»                     | 9:24         |
| 13. | «So Happy I Could Die»          | 4:43         |
| 14. | «Monster»                       | 6:37         |
| 15. | «Teeth»                         | 9:41         |
| 16. | «Alejandro»                     | 5:24         |
| 17. | «Poker Face»                    | 3:57         |
| 18. | «Paparazzi»                     | 6:30         |
| 19. | «Bad Romance»                   | 6:22         |
| 20. | «Born This Way»                 | 9:07         |
| 21. | «Born This Way» (A Cappella)    | 3:16         |
| 22. | «Backstage at the Monster Ball» | 12:50        |
| 23. | «Photo Gallery»                 |              |

| №   | Название                         | Автор(ы)                                     | Producer(s)                                     | Длительность |
| --- | -------------------------------- | -------------------------------------------- | ----------------------------------------------- | ------------ |
| 1.  | «Marry the Night»                | Lady Gaga, Garibay                           | Lady Gaga, Garibay                              | 4:24         |
| 2.  | «Born This Way»                  | Lady Gaga, Laursen                           | Lady Gaga, Laursen, Garibay, DJ White Shadow    | 4:20         |
| 3.  | «Government Hooker»              | Lady Gaga, Garibay, DJ White Shadow          | Lady Gaga, DJ White Shadow, Garibay*, DJ Snake* | 4:14         |
| 4.  | «Judas»                          | Lady Gaga, RedOne                            | Lady Gaga, RedOne                               | 4:09         |
| 5.  | «Americano»                      | Lady Gaga, Garibay, DJ White Shadow, Alara   | Lady Gaga, Garibay, DJ White Shadow             | 4:06         |
| 6.  | «Hair»                           | Lady Gaga, RedOne                            | Lady Gaga, RedOne                               | 5:08         |
| 7.  | «Scheiße»                        | Lady Gaga, RedOne                            | Lady Gaga, RedOne                               | 3:45         |
| 8.  | «Bloody Mary»                    | Lady Gaga, Garibay, DJ White Shadow          | Lady Gaga, DJ White Shadow, Garibay*, Sparks*   | 4:04         |
| 9.  | «Black Jesus + Amen Fashion»     | Lady Gaga, DJ White Shadow                   | Lady Gaga, DJ White Shadow                      | 3:50         |
| 10. | «Bad Kids»                       | Lady Gaga, Laursen, Garibay, DJ White Shadow | Lady Gaga, Laursen, Garibay, DJ White Shadow    | 4:15         |
| 11. | «Fashion of His Love»            | Lady Gaga, Garibay                           | Lady Gaga, Garibay                              | 4:12         |
| 12. | «Highway Unicorn (Road to Love)» | Lady Gaga, RedOne, Garibay, DJ White Shadow  | Lady Gaga, RedOne, Garibay, DJ White Shadow     | 4:13         |
| 13. | «Heavy Metal Lover»              | Lady Gaga, Garibay                           | Lady Gaga, Garibay                              | 5:07         |
| 14. | «Electric Chapel»                | Lady Gaga, DJ White Shadow                   | Lady Gaga, DJ White Shadow                      | 5:21         |
| 15. | «The Queen»                      | Lady Gaga, Garibay                           | Lady Gaga, Garibay                              | 5:16         |
| 16. | «Yoü and I»                      | Lady Gaga                                    | Lady Gaga, Lange                                | 5:07         |
| 17. | «The Edge of Glory»              | Lady Gaga, Garibay, DJ White Shadow          | Lady Gaga, Garibay                              | 5:20         |

| №   | Название                                           | Автор(ы)                                          | Producer(s) | Длительность |
| --- | -------------------------------------------------- | ------------------------------------------------- | --- | ------------ |
| 1.  | «Born This Way» (Zedd Remix)                       | Lady Gaga, Jeppe Laursen                          | Lady Gaga, Laursen, Fernando Garibay, DJ White Shadow (remix production and mixing by Zedd)                               | 6:31         |
| 2.  | «Judas» (Goldfrapp Remix)                          | Lady Gaga, RedOne                                 | Lady Gaga, RedOne (remix by Goldfrapp)                                                                                    | 4:41         |
| 3.  | «The Edge of Glory» (Foster the People Remix)      | Lady Gaga, Garibay, DJ White Shadow               | Lady Gaga, Garibay (remix by Foster the People)                                                                           | 6:09         |
| 4.  | «You and I» (Wild Beasts Remix)                    | Lady Gaga                                         | Lady Gaga, Robert John "Mutt" Lange (remix and additional production by Wild Beasts)                                      | 3:50         |
| 5.  | «Marry the Night» (The Weeknd & Illangelo Remix)   | Lady Gaga, Garibay                                | Lady Gaga, Garibay (remix by The Weeknd and Illangelo, additional background vocals by The Weeknd)                        | 4:03         |
| 6.  | «Black Jesus + Amen Fashion» (Michael Woods Remix) | Lady Gaga, DJ White Shadow                        | Lady Gaga, DJ White Shadow (remix, additional production and keyboards by Michael Woods courtesy of Three Six Zero Group) | 6:11         |
| 7.  | «Bloody Mary» (The Horrors Remix)                  | Lady Gaga, Garibay, DJ White Shadow               | Lady Gaga, DJ White Shadow, Garibay*, Clinton Sparks* (remix by The Horrors)                                              | 5:18         |
| 8.  | «Scheiße» (Guéna LG Club Remix)                    | Lady Gaga, RedOne                                 | Lady Gaga, RedOne (remix and additional production by Guéna LG, mixed by Julien Carret)                                   | 5:45         |
| 9.  | «Americano» (Gregori Klosman Remix)                | Lady Gaga, Garibay, DJ White Shadow, Cheche Alara | Lady Gaga, Garibay, DJ White Shadow (remix produced by Gregori Klosman)                                                   | 6:07         |
| 10. | «Electric Chapel» (Two Door Cinema Club Remix)     | Lady Gaga, DJ White Shadow                        | Lady Gaga, DJ White Shadow (remix by Two Door Cinema Club)                                                                | 3:59         |
| 11. | «You and I» (Metronomy Remix)                      | Lady Gaga                                         | Lady Gaga, Lange (remix and additional production by Joseph Mount)                                                        | 4:20         |
| 12. | «Judas» (Hurts Remix)                              | Lady Gaga, RedOne                                 | Lady Gaga, RedOne (remix by Hurts)                                                                                        | 3:57         |
| 13. | «Born This Way» (Twin Shadow Remix)                | Lady Gaga, Laursen                                | Lady Gaga, Laursen, Garibay, DJ White Shadow (remix production by Twin Shadow)                                            | 4:05         |
| 14. | «The Edge of Glory» (Sultan & Ned Shepard Remix)   | Lady Gaga, Garibay, DJ White Shadow               | Lady Gaga, Garibay (remix production by Sultan & Ned Shepard)                                                             | 6:33         |

### Чарты
| Чарт (2011)                             | Место |
| --------------------------------------- | ----- |
| Italian Albums Chart                    | 98    |
| Greek Albums Chart                      | 49    |
| South Korean International Albums Chart | 18    |

### Релиз
| Страна         | Дата            | Формат | Лейбл                           | Издание  | Каталог    |
| -------------- | --------------- | ------ | ------------------------------- | -------- | ---------- |
| Германия       | 18 ноября 2011  | CD+DVD | Universal Music                 | Standard | B005W0OJX2 |
| Канада         | 21 ноября 2011  | CD+DVD | Universal Music                 | Standard | B005WZZRD8 |
| Япония         | 21 ноября 2011  | CD+DVD | Streamline, Interscope, KonLive | Standard | B005WZZRD8 |
| Великобритания | 21 ноября 2011  | CD+DVD | Polydor                         | Standard | B005W0OJX2 |
| Великобритания | 21 ноября 2011  | CD+DVD | Streamline, Interscope, KonLive | Standard | B005WZZRD8 |
| США            | 21 ноября 2011  | CD+DVD | Streamline, Interscope, KonLive | Standard | B005WZZRD8 |
| Канада         | 29 ноября 2011  | CD+DVD | Streamline, Interscope, KonLive | Deluxe   | B005W0OJX2 |
| Япония         | 29 ноября 2011  | CD+DVD | Polydor                         | Deluxe   | B005W0OJX2 |
| США            | 27 декабря 2011 | CD+DVD | 101 Distribution                | Deluxe   | B005W0OJX2 |